# 富士通システムズ・ウエスト
株式会社富士通システムズ・ウエスト（ふじつうシステムズ・ウエスト、英: Fujitsu Systems West Limited）は、かつて存在した富士通グループのシステムインテグレーター（メーカー系）。略称はFWEST。本社を大阪市中央区に置いていた。

## 概要
2012年4月、富士通の西日本地域SE子会社6社のうち富士通関西システムズが存続会社となり、富士通中部システムズ、富士通中国システムズ、富士通岡山システムエンジニアリング、富士通四国システムズ、富士通西日本アプリケーションズの各社が統合して発足した。同日に東日本地域のSE子会社のうち4社が統合され、株式会社富士通システムズ・イーストが設立された。
2016年11月に富士通システムズ・イースト、富士通ミッションクリティカルシステムズとともに、富士通本体に吸収合併され解散した。

## 沿革
- 1981年6月 - 株式会社富士通関西システムエンジニアリング（FKS）設立。
- 1982年7月 - 株式会社富士通中部システムズ（FJCL）設立。
- 1983年8月 - 株式会社富士通中国システムエンジニアリング（FCE）設立。
- 1984年2月 - 株式会社富士通徳島システムエンジニアリング（FTK）設立。
- 1985年
  - 4月 - 株式会社富士通高知システムエンジニアリング（FKC）設立。
  - 6月 - 株式会社富士通和歌山システムエンジニアリング（FWS）設立。
  - 8月 - 株式会社富士通岡山システムエンジニアリング（FOE）設立。
  - 9月 - 株式会社富士通愛媛情報システムズ（FES）設立。
- 1986年5月 - 株式会社富士通香川システムエンジニアリング（FKG）設立。
- 1989年6月 - 株式会社富士通神戸システムズ（FKB）設立。
- 1999年7月 - FKSがFKBを吸収し、株式会社富士通関西システムズ（FKS）設立。
- 2001年1月 - FKSがFWSを吸収。
- 2002年4月 - 富士通西日本アプリケーションズ株式会社を設立。
- 2004年10月 - 四国4社を統合し、株式会社富士通四国システムズ設立。
- 2007年6月 - FCEが富士通山口情報（FYC）を完全子会社化。
- 2009年4月 - FJCLが富士通四国インフォテックを完全子会社化。
- 2011年6月 - FKSがFujitsu Kansai Solutions Asia Pte Ltdを完全子会社化。
- 2012年4月 - 富士通の西日本地域SE会社6社が統合し、富士通システムズ・ウエスト設立。
- 2016年11月 - 富士通システムズ・イースト、富士通ミッションクリティカルシステムズとともに富士通へ簡易吸収合併され、解散[1]。

## 拠点
- 本社
- 東京支社
- 中部支社
- 岡山支社
- 中国支社
- 四国支社
- 大阪事業所
- 神戸事業所
- 和歌山事業所
- 沼津事業所
- 静岡事業所
- 豊田事業所
- 鳥取事業所
- 米子事業所
- 福山事業所
- 山口事業所
- 下関事業所
- 徳島事業所
- 高知事業所
- 松山事業所
- 宇都宮事業所

## 子会社
- 株式会社富士通山口情報
- 株式会社富士通四国インフォテック

## 関連会社
- Fujitsu Kansai Solutions Asia Pte Ltd